# Gertrude Wilhelmsen
Gertrude Wilhelmsen (Johanna Freda Gertrude Wilhelmsen, geb. Stelling; * 16. Januar 1913 in Puyallup, Washington; † 19. März 2005 ebd.) war eine US-amerikanische Diskus- und Speerwerferin.
Bei den Olympischen Spielen 1936 in Berlin wurde sie Achte im Diskuswurf und Siebte im Speerwurf.
Nach ihrer Leichtathletikkarriere spielte sie Softball bei den Tacoma Tigerettes.

## Persönliche Bestleistungen
- Diskuswurf: 36,19 m, 4. Juli 1936, Providence
- Speerwurf: 37,35 m, 2. August 1936, Berlin